# Aunjanue Ellis-Taylor

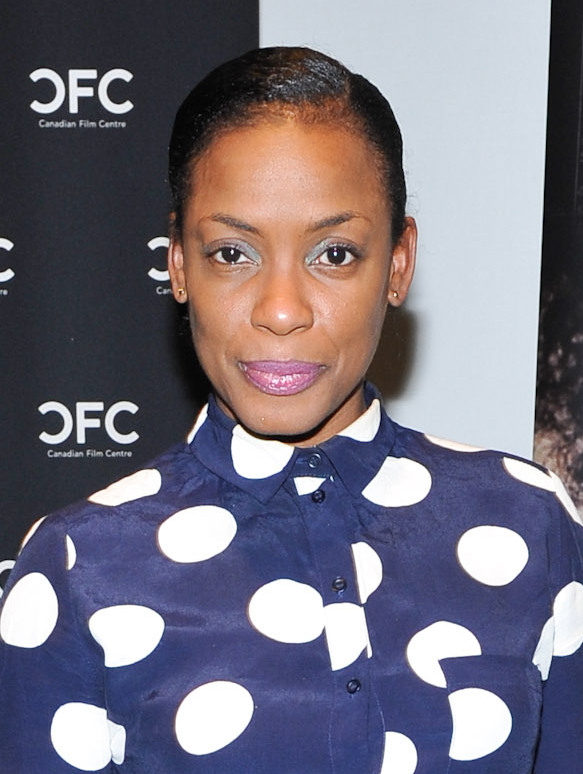
Aunjanue Ellis (2015)

Aunjanue Ellis-Taylor (* 21. Februar 1969 in San Francisco, Kalifornien als Aunjanue Ellis) ist eine US-amerikanische Schauspielerin.

## Leben
Die Afroamerikanerin studierte am Tougaloo College in Jackson (Mississippi), danach schloss sie ein Studium an der Brown University als Bachelor of Arts ab. Anschließend studierte sie Dramaturgie an der New York University. Die Schauspielerin debütierte in einer Folge der Fernsehserie New York Undercover aus dem Jahr 1995. In der Komödie Girls Town (1996) spielte sie eine der größeren Rollen.
Im Filmdrama Men of Honor (2000) spielte Ellis die Rolle von Jo, der Ehefrau von Carl Brashear (Cuba Gooding junior). Für diese Rolle wurde sie im Jahr 2001 für den Image Award nominiert. Im Independentfilm The Opponent (2000) spielte sie eine größere Rolle an der Seite von Erika Eleniak, im Filmdrama The Caveman’s Valentine (2001) war sie neben Samuel L. Jackson zu sehen. Die Rolle in der Actionkomödie Undercover Brother (2002) brachte ihr 2003 eine Nominierung für den Black Reel Award.
Als Mitglied des Schauspielerensembles der Filmbiografie Ray (2004) wurde Ellis 2005 für den Screen Actors Guild Award nominiert. In der Filmkomödie Perception spielte sie eine gegen Drogensucht kämpfende Schulfreundin von Jen Marshall (Piper Perabo). In der Fernsehserie E-Ring – Military Minds, in der sie 2005 und 2006 zu sehen war, verkörperte sie die Sekretärin von Colonel Eli McNulty (Dennis Hopper). Ab 2010 stellte Ellis wiederkehrend die Madeleine Hightower in der Krimiserie The Mentalist dar.
2018 wurde sie in die Academy of Motion Picture Arts and Sciences berufen, die jährlich die Oscars vergibt.

## Privatleben
2022 bekannte sich Ellis in einem Interview für das Magazin Variety als bisexuell. 2023 gab sie sich selbst den Doppelnamen Ellis-Taylor als Tribut an ihre Mutter.

## Filmografie (Auswahl)
- 1995: New York Undercover (Fernsehserie, Folge 2x06)
- 1996: Girls Town
- 1996–1997: High Incident – Die Cops von El Camino (High Incident, Fernsehserie, 24 Folgen)
- 1998: Side Streets
- 1998: Desert Blue
- 1999: Undercover: In Too Deep (In Too Deep)
- 1999: Unschuldig verfolgt (A Map of the World)
- 1999: Practice – Die Anwälte (The Practice, Fernsehserie, 4 Folgen)
- 2000: John John in the Sky
- 2000: Men of Honor
- 2000: The Opponent
- 2000: Eine Liebe in Brooklyn (Disappearing Acts, Fernsehfilm)
- 2001: The Caveman’s Valentine
- 2001: Lovely & Amazing
- 2002: Undercover Brother
- 2002: MDs (Fernsehserie, 10 Folgen)
- 2004: Brother to Brother
- 2004: Ray
- 2005: Perception
- 2005: Jonny Zero (Fernsehserie, 6 Folgen)
- 2005–2006: E-Ring – Military Minds (E-Ring, Fernsehserie, 22 Folgen)
- 2006: Das Gesicht der Wahrheit (Freedomland)
- 2006: Justice – Nicht schuldig (Justice, Fernsehserie, 9 Folgen)
- 2007: Cover
- 2008: Numbers – Die Logik des Verbrechens (Numb3rs, Fernsehserie Folge 4x12)
- 2009: Begnadete Hände – Die Ben Carson Story (Gifted Hands: The Ben Carson Story, Fernsehfilm)
- 2009: Die Entführung der U-Bahn Pelham 123 (The Taking of Pelham 123)
- 2010: Game of Death
- 2010–2013: The Mentalist (Fernsehserie, 17 Folgen)
- 2011: The Help
- 2011: Money Matters
- 2011: The Resident
- 2012: Abducted – The Carlina White Story (Fernsehfilm)
- 2012: Missing (Fernsehserie, 3 Folgen)
- 2012: Blue Bloods – Crime Scene New York (Blue Bloods, Fernsehserie, Folge 2x17)
- 2012–2017: Navy CIS: L.A. (NCIS: Los Angeles, Fernsehserie, 6 Folgen)
- 2013: The Volunteer
- 2014: Get on Up
- 2014: Una Vida – A Fable of Music and the Mind
- 2015: The Book of Negroes (Fernsehserie, 6 Folgen)
- 2015–2017: Quantico (Fernsehserie, 43 Folgen)
- 2016: The Birth of a Nation – Aufstand zur Freiheit (The Birth of a Nation)
- 2016: Pimp
- 2017: Romeo and Juliet in Harlem
- 2018: Beale Street (If Beale Street Could Talk)
- 2018–2019: Designated Survivor (Fernsehserie, 3 Folgen)
- 2019: Miss Virginia
- 2019: When They See Us (Fernsehserie, 3 Folgen)
- 2020: The Clark Sisters – First Ladies of Gospel (Fernsehfilm)
- 2020: Release (Fernsehserie, Folge 1x04)
- 2020: Law & Order: Special Victims Unit (Fernsehserie, Folge 21x18)
- 2020: The Clark Sisters – First Ladies of Gospel
- 2020: The Subject
- 2020: Lovecraft Country (Fernsehserie)
- 2021: King Richard
- 2023: Justified: City Primeval (Miniserie, 8 Folgen)
- 2023: Origin
- 2023: Die Farbe Lila (The Color Purple)
- 2024: Exhibiting Forgiveness
- 2024: The Deliverance
- 2024: Nickel Boys

## Auszeichnungen
Gotham Award
- 2023: Nominierung für die Beste Hauptrolle (Origin)

National Board of Review Award
- 2021: Auszeichnung als Beste Nebendarstellerin (King Richard)[6]

Oscar
- 2022: Nominierung als Beste Nebendarstellerin (King Richard)